# QBS
QBS — вторая официальная подгруппа южнокорейской гёрл-группы, T-ara, сформированная в 2013 году и базирующейся в Японии. Подгруппа состояла из трех участниц: Борам, Кьюри и Соён.

## История
В апреле 2013 года агентство T-ara, Core Contents Media сформировало первую подгруппу T-ara N4, состоящую из участниц: Ынчжон, Арым, Джиён и Хёмин. Вскоре после этого было объявлено, что T-ara сформирует японское подгруппу под названием QBS, состоящее из оставшихся участниц. Подгруппа сосредоточилась на японском рынке, и выпустила свой дебютный сингл «Kaze no Youni» («風のように», «Like the Wind») 26 июня 2013 года.

## Дискография

### Синглы
| 2013                                                                         | «Kaze no You ni» | 13 | 12 | Kaze no You ni |
| "—" denotes releases that did not chart or were not released in that region. |                  |    |    |                |